# 1780년 영국 총선
미국 독립전쟁 중 치러진 선거 결과, 여당은 1당을 유지했으나 의석을 크게 잃으며 과반을 상실했고, 야당은 여당과 비슷한 수준의 의석수를 차지하게 된다

## 선거 결과
| 정당   | 의석 수 |
| ------ | ------- |
| 토리당 | 260석   |
| 휘그당 | 254석   |
| 기타   | 44석    |
| 합계   | 558석   |